# 小深町
小深町（こぶけちょう）は、千葉県千葉市稲毛区の地名。郵便番号は263-0003。

## 地理
稲毛区域北東部に位置している。千葉市北部を流れる勝田川の上・源流部である。千葉県道66号浜野四街道長沼線沿いが主な町域であるが、北は勝田川に沿って短冊状に延びている。稲毛区山王町・六方町、若葉区若松町、四街道市和良比・四街道・下志津新田・さつきヶ丘・大日・鹿放ヶ丘と接する。

### 河川
- 勝田川

### 地価
住宅地の地価は、2014年（平成26年）1月1日の公示地価によれば、小深町12番4の地点で6万7000円/m2となっている。

## 歴史

### 沿革
- 1825年 15か村入会秣場六方野の一部より小深新田が創設され、下総国千葉郡小深新田となる。
- 1889年4月1日 犢橋村が村制を施行し、千葉郡犢橋村大字小深となる。
- 1898年～1902年 一部を軍用地として接収される。
- 1951年4月1日 一部を源町へ分離する。
- 1952年2月1日 旧軍用地の一部を編入する。
- 1954年7月1日 犢橋村が千葉市と合併し、千葉市大字小深となる。

- 1954年10月15日 小深町が設定され、千葉市小深町となる。
- 1992年4月1日 稲毛区が設置され、千葉市稲毛区小深町となる。

## 世帯数と人口
2017年（平成29年）9月30日現在の世帯数と人口は以下の通りである。
| 町丁   | 世帯数    | 人口    |
| ------ | --------- | ------- |
| 小深町 | 1,806世帯 | 3,932人 |

## 小・中学校の学区
市立小・中学校に通う場合、学区は以下の通りとなる。
| 番地 | 小学校             | 中学校             |
| ---- | ------------------ | ------------------ |
| 全域 | 千葉市立山王小学校 | 千葉市立山王中学校 |

## 交通

### 鉄道
町域東端付近をJR総武本線が南北に通るが駅は設置されていない。

最寄り駅は四街道駅である。

### バス路線
町域に設置されているバス停も併記する。
千葉内陸バス
- 長沼線

「小深」-「八幡神社」
- 千葉四街道線

「山王越」
四街道市内循環バスヨッピィ

### 道路
- 千葉県道64号千葉臼井印西線
- 千葉県道66号浜野四街道長沼線

## 施設
- 千葉小深郵便局
- 千葉市小深保育所
- 八幡神社